# Hranické viadukty
Hranické viadukty jsou tři souběžné železniční obloukové mosty na železniční trati Přerov–Bohumín (trať 271) u železniční stanice Hranice na Moravě v Hranicích v okrese Přerov, které jsou historickou součástí původní dráhy společnosti c.k. privilegované Severní dráhy císaře Ferdinanda. Viadukty byly prohlášeny v roce 2007 kulturní památkou České republiky.

## Historie
V roce 1844 až 1846 byl nad údolím řeky Veličky před stanicí Hranice na Moravě postaven cihlový most. Most má 32 cihlových oblouků a dosahoval celkové délky 448,5 m. Nejvyšší oblouk měl světlou výšku 11,38 m. Během výstavby zde pracovalo až 2500 osob a zahynulo na 20 osob. Most byl uveden do provozu s jednou kolejí v roce 1846.
V roce 1873 byl z důvodu zdvojkolejnění železniční trati postaven druhý kamenný most, který je s cihlovým mostem veden rovnoběžně a má 32 polokruhových kleneb. Délka je 426,5 m, mezera mezi mosty je 2,5 m a dotýkají se v místech sdružených pilířů. Pozdějšími úpravami je mezera mezi mosty zakrytá betonovými deskami. Projekty vypracovali Ludwug Schiele a Karl Hummel.
V roce 1910 byla zahájena výstavba třetího betonového mostu pro 2 koleje, opět veden rovnoběžně s předchozími mosty na straně kamenného mostu. Délka 434,3 m, má 30 kleneb, mezera mezi mosty je 5 m a jsou propojeny lávkami. Stavba byla přerušena v roce 1914 a v letech 1915–1918 pokračovala s využitím válečných zajatců. Bylo zda nasazeno na 300 italských a ruských zajatců, jiné prameny uvádějí až 2000. Po první světové válce byla nedokončená stavba zakonzervována. Další negativní vliv na dostavbu mostu měla hospodářská krize. Výstavba mostu byla obnovena až v roce 1936 a most byl dostavěn v roce 1939.
V roce 1956 byla trať na viaduktu elektrizována.
V letech 2000–2001 v rámci modernizace II. tranzitního železničního koridoru byl rekonstruován a opraven betonový most. Kvůli špatnému technickému stavu se uvažovalo o zbourání nejstaršího, zděného viaduktu, po kterém navíc po rekonstrukci betonového mostu přestaly jezdit vlaky. Zděný viadukt byl nakonec v roce 2008 rekonstruován, přičemž z něj byla odstraněna nepotřebná kolej. V roce 2007 byly mosty prohlášeny kulturní památkou ČR.

## Turistické trasy a cyklotrasy
K viaduktům vede modrá turistická značka od nádraží v Hranicích směr Lipník nad Bečvou a červená turistická značka od nádraží v Hranicích směr Potštát. Od nádraží v hranicích vede cyklotrasa 6139A, která se napojuje na cyklotrasy 6139, 6058 vedoucí k viaduktům.

## Budoucnost
Při realizaci projektu VRT Moravská brána I dojde k rekonstrukci obou mostů a na cihlový most, kde je dnes položena jedna kolej bude položena i kolej druhá. Jelikož jeden z mostů bude sloužit pro stávající trať a druhý z mostů budou sloužit jako sjezd z VRT.

## Galerie

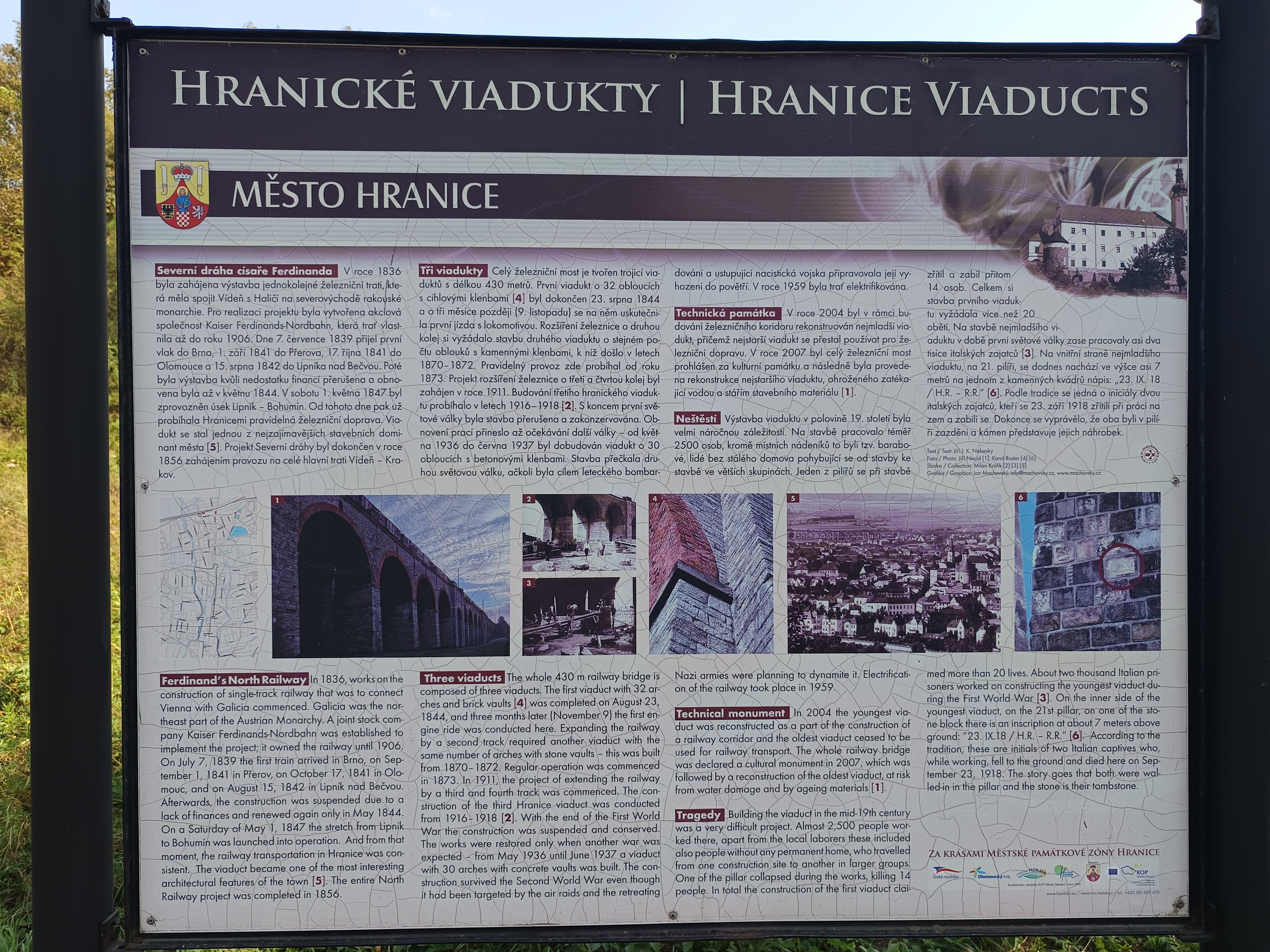
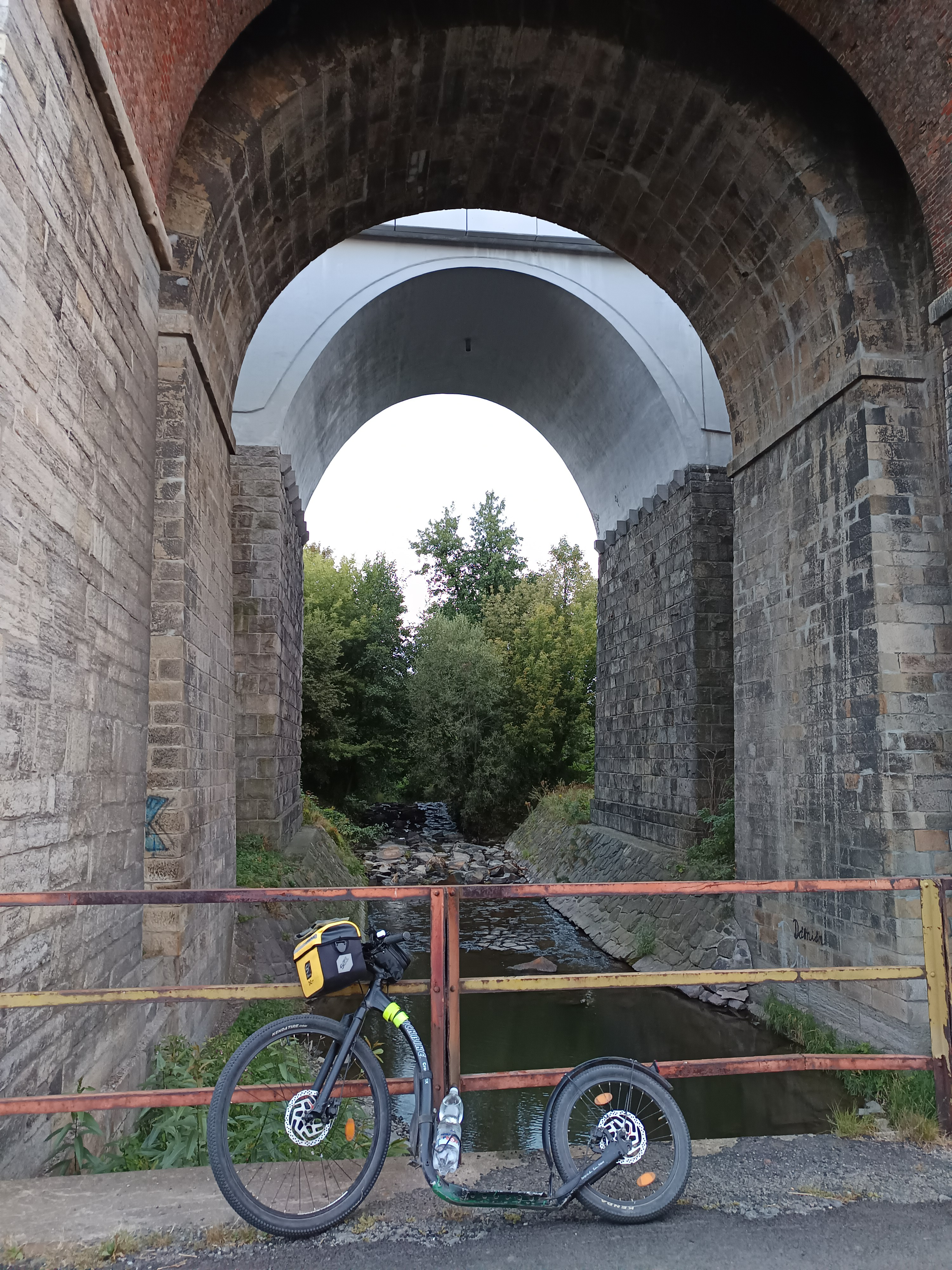
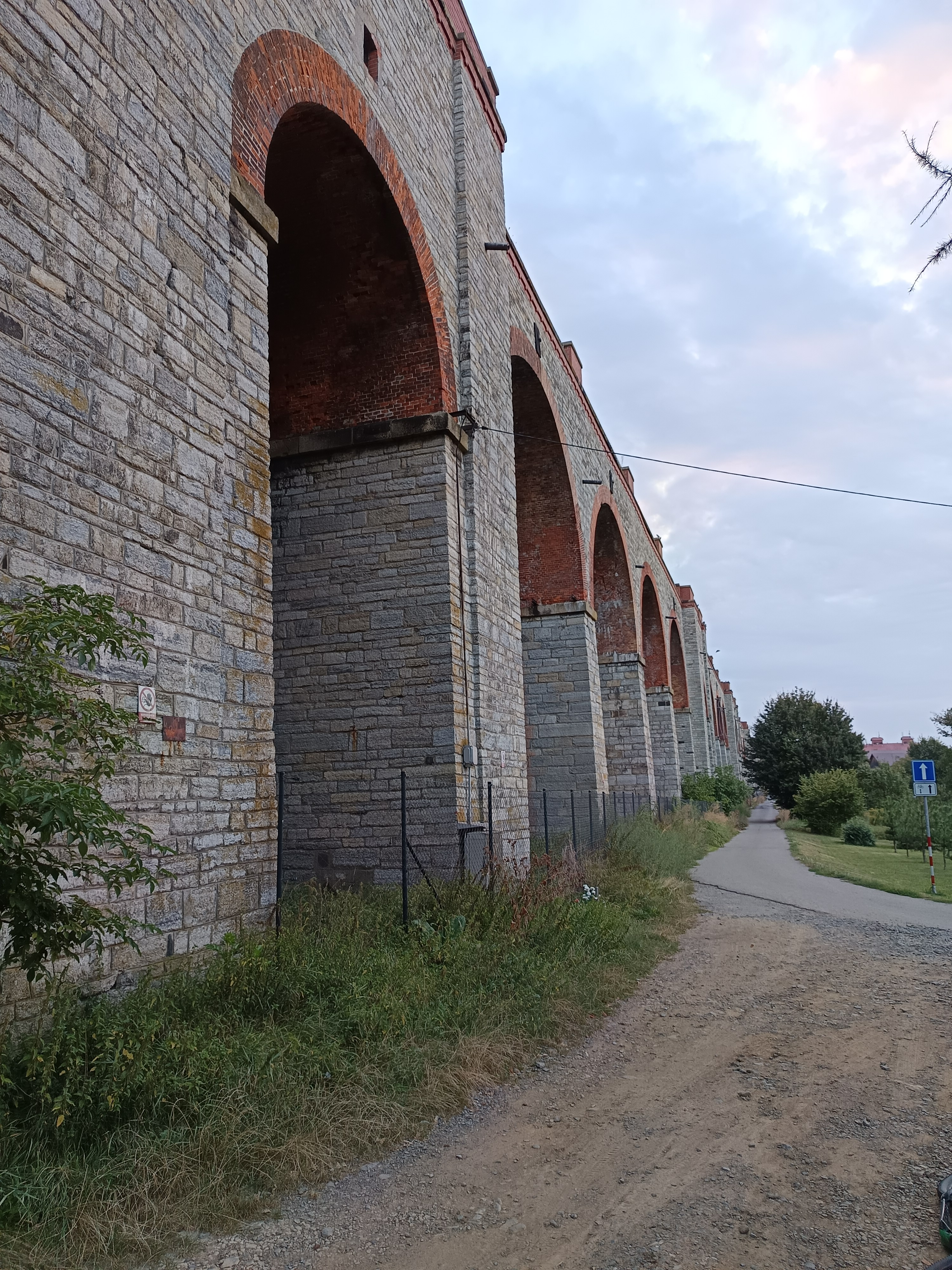
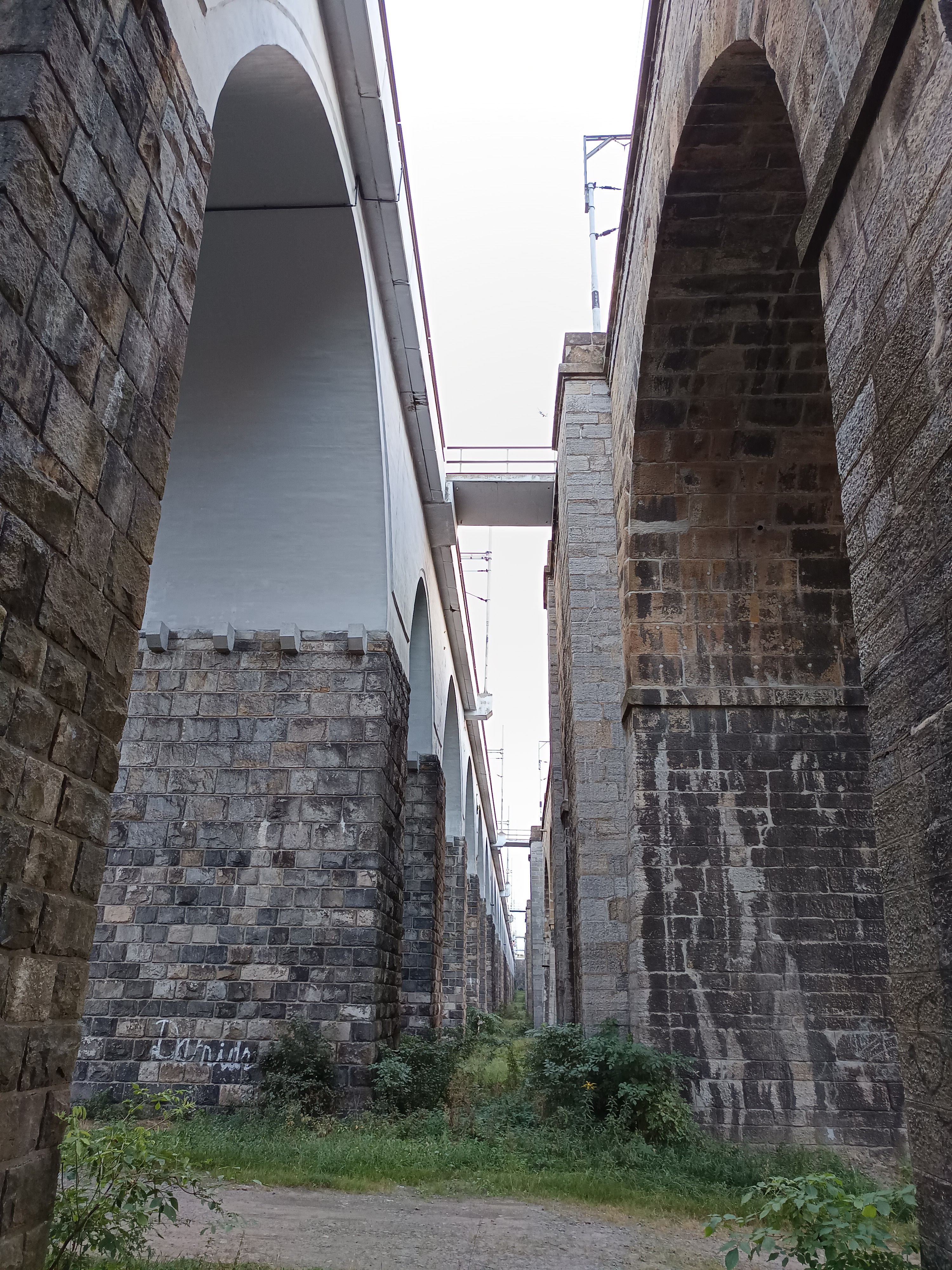

## Další podobné stavby v okolí
- Viadukt ve Slavíči
- Jezernický viadukt